# Зимон Едер
Зимон Едер (на немски: Simon Eder, роден на 23 февруари 1983 г. в Цел ам Зее, Австрия) е австрийски биатлонист.
Той е сред най-бързите стрелци и сред малкото левичари в съвременния биатлон.
Започва да се занимава с биатлон през 1995 г. Член е на националния отбор на Австрия от 1998 г. В състезанията за Световната купа има три първи места (масов старт през сезон 2008/2009 в Ханти-Мансийск, преследване през сезон 2014/2015 в Холменколен, преследване през сезон 2015/2016 в Руполдинг) и победа с щафетата на Австрия (в края на сезон 2011/12). Носител е на два олимпийски медала – сребърен от Ванкувър 2010 и бронзов от Сочи 2014.